# Bahrain International 2011
Die Bahrain International 2011 im Badminton fanden vom 8. bis 12. November 2011 in Manama statt.

## Die Sieger und Platzierten
| Disziplin    | Gold                                 | Silber                             | Bronze                                     |
| ------------ | ------------------------------------ | ---------------------------------- | ------------------------------------------ |
| Herreneinzel | Sourabh Varma                        | H. S. Prannoy                      | Sai Praneeth Bhamidipati                   |
| Herreneinzel | Sourabh Varma                        | H. S. Prannoy                      | Valeriy Atrashchenkov                      |
| Dameneinzel  | Agnese Allegrini                     | Sabrina Jaquet                     | Telma Santos                               |
| Dameneinzel  | Agnese Allegrini                     | Sabrina Jaquet                     | Özge Bayrak                                |
| Herrendoppel | Andrei Adistia Christopher Rusdianto | Rupesh Kumar Sanave Thomas         | Ali Ahmed El Khateeb Abdelrahman Kashkal   |
| Herrendoppel | Andrei Adistia Christopher Rusdianto | Rupesh Kumar Sanave Thomas         | Al-Sayed Jafar Ebrahim Jafar Heri Setiawan |
| Damendoppel  | Nicole Grether Charmaine Reid        | Aparna Balan Siki Reddy            | Pradnya Gadre Prajakta Sawant              |
| Damendoppel  | Nicole Grether Charmaine Reid        | Aparna Balan Siki Reddy            | Michelle Edwards Annari Viljoen            |
| Mixed        | Valeriy Atrashchenkov Anna Kobceva   | Anthony Dumartheray Sabrina Jaquet | Ali Ahmed El Khateeb Dina Nagy             |
| Mixed        | Valeriy Atrashchenkov Anna Kobceva   | Anthony Dumartheray Sabrina Jaquet | Heri Setiawan Jayashree Nair               |